# Charquilla
Charquilla (La Charquilla) es el nombre de un barrio, y de su plaza, ubicado en Villafranca de Córdoba (Córdoba) España. En el Noreste del núcleo principal urbano de la población.
En su fundación, esta zona se situaba al este de la aldea de La Parrilla (ubicada en lo que hoy es la plaza de San Rafael y calle Parrillas, al Norte del núcleo de Villafranca de Córdoba).
Durante la Edad Media, y antes de la obtención de la Carta Puebla, que aglutina por primera vez las distintas aldeas que forman hoy el entramado de calles de la actual Villafranca de Córdoba, hace más de 650 años, La Charquilla, con su plaza y sus calles aledañas, probablemente era el barrio musulmán, era en legua árabe La Axarquía, y de esa denominación medieval deriva su nombre actual, tras haberse castellanizado su fonética evolucionando desde axarquía hasta charquilla.

## Etimología
En la lengua árabe šarqíyya (también aš-šarqíyya), significa parte oriental de una población o de una región. El Diccionario de la Real Academia Española define la voz "jarquía" como distrito o territorio sito al este de una gran ciudad y dependiente de ella, y dice que procede del árabe šarqíyya, que significa parte oriental o región oriental. Axarquía deriva desde la palabra árabe šarqíyya y de esta, con casi toda seguridad, deriva el nombre del lugar que aquí nos ocupa: La Charquilla.